# Игрунов, Николай Стефанович
Николай Стефанович Игрунов (11 марта 1932, Спасское, Красногвардейский район, Центрально-Чернозёмная область, РСФСР — 4 февраля 2016, Москва, Российская Федерация) — советский журналист и партийный деятель, второй секретарь ЦК Компартии Беларуси (1987—1990).

## Биография
Родился в семье железнодорожника. Его отец, Стефан Сергеевич, четверть века проработал начальником железнодорожной станции Палатовка (ныне Красногвардейского района Белгородской области). Член КПСС с 1951 г.
Окончил школу в селе Ливенка. Ещё школьником публиковался во всесоюзных газетах «Комсомольская правда» и «Литературная газета». Продолжил образование в Харьковском и Киевском государственных университетах. Окончил факультет журналистики МГУ.
Работал в газете «Вперёд» Новооскольского района, собственным корреспондентом газеты «Белгородская правда» по Новооскольскому, Чернянскому и Великомихайловскому районам, затем — заместителем ответственного секретаря этой газеты. Являлся главным редактором белгородской областной молодёжной газеты «Ленинская смена».
- 1968 по 1974 гг. — секретарь Белгородского областного комитета КПСС, заведующий отделом пропаганды и агитации областного комитета КПСС.
- 1974 по 1987 гг. — заместитель заведующего отделом организационно-партийной работы ЦК КПСС,
- 1987—1990 гг. — второй секретарь ЦК КП Беларуси,
- 1990—1991 гг. — главный редактор журнала ЦК КПСС «Партийная жизнь».

Автор книги стихов и прозы «Несожжённые тетради» (Москва, 1997; переиздание: Белгород, 2001), книги воспоминаний «И после нас зелёная трава» (2006).
Выступил инициатором создания мемориала героев Курской битвы, музея великого русского актёра М. С. Щепкина на его родине в селе Красное. Почётный гражданин Белгородской области.
Являлся членом Союза журналистов СССР, народным депутатом СССР (1989—1991) от Волковысского национально-территориального избирательного округа М° 90 Белорусской ССР.
Похоронен на Кунцевском кладбище.

## Награды и звания
Награждён орденами Трудового Красного Знамени, «Знак Почёта» и медалями.
Почётный гражданин Белгородской области (2007).